# Oncopsis melichari
Oncopsis melichari är en insektsart som beskrevs av Lauterer och Anufriev 1969. Oncopsis melichari ingår i släktet Oncopsis och familjen dvärgstritar. Inga underarter finns listade i Catalogue of Life.